# Bressieux
Bressieux is een gemeente in het Franse departement Isère (regio Auvergne-Rhône-Alpes) en telt 88 inwoners (2009). De plaats maakt deel uit van het arrondissement Grenoble.

## Geografie
De oppervlakte van Bressieux bedraagt 0,9 km², de bevolkingsdichtheid is dus 97,8 inwoners per km².
De onderstaande kaart toont de ligging van Bressieux met de belangrijkste infrastructuur en aangrenzende gemeenten.

## Demografie
Onderstaande figuur toont het verloop van het inwonertal (bron: INSEE-tellingen).

## Externe links

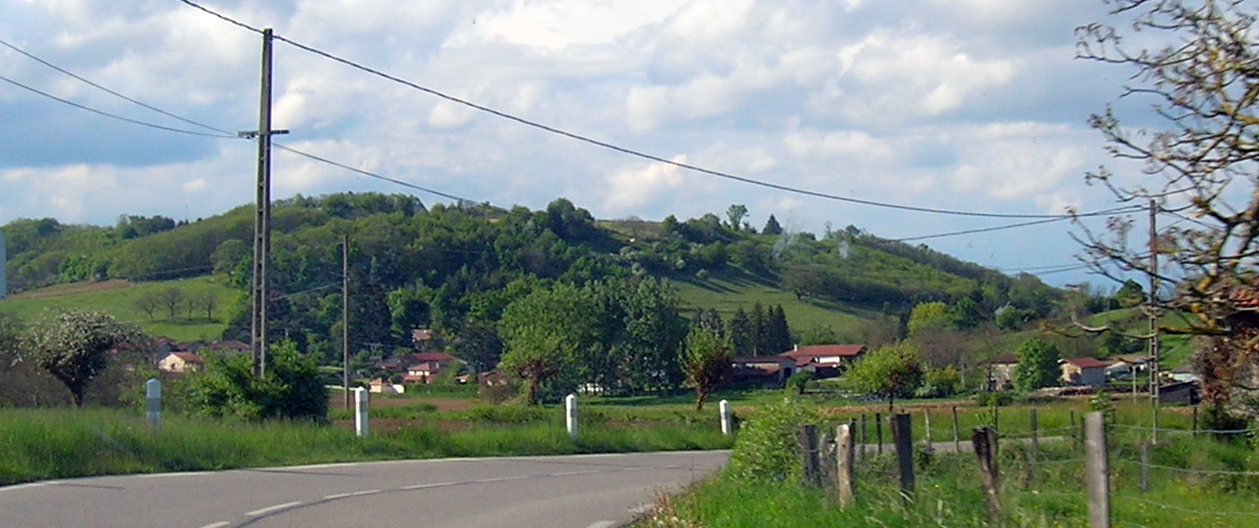
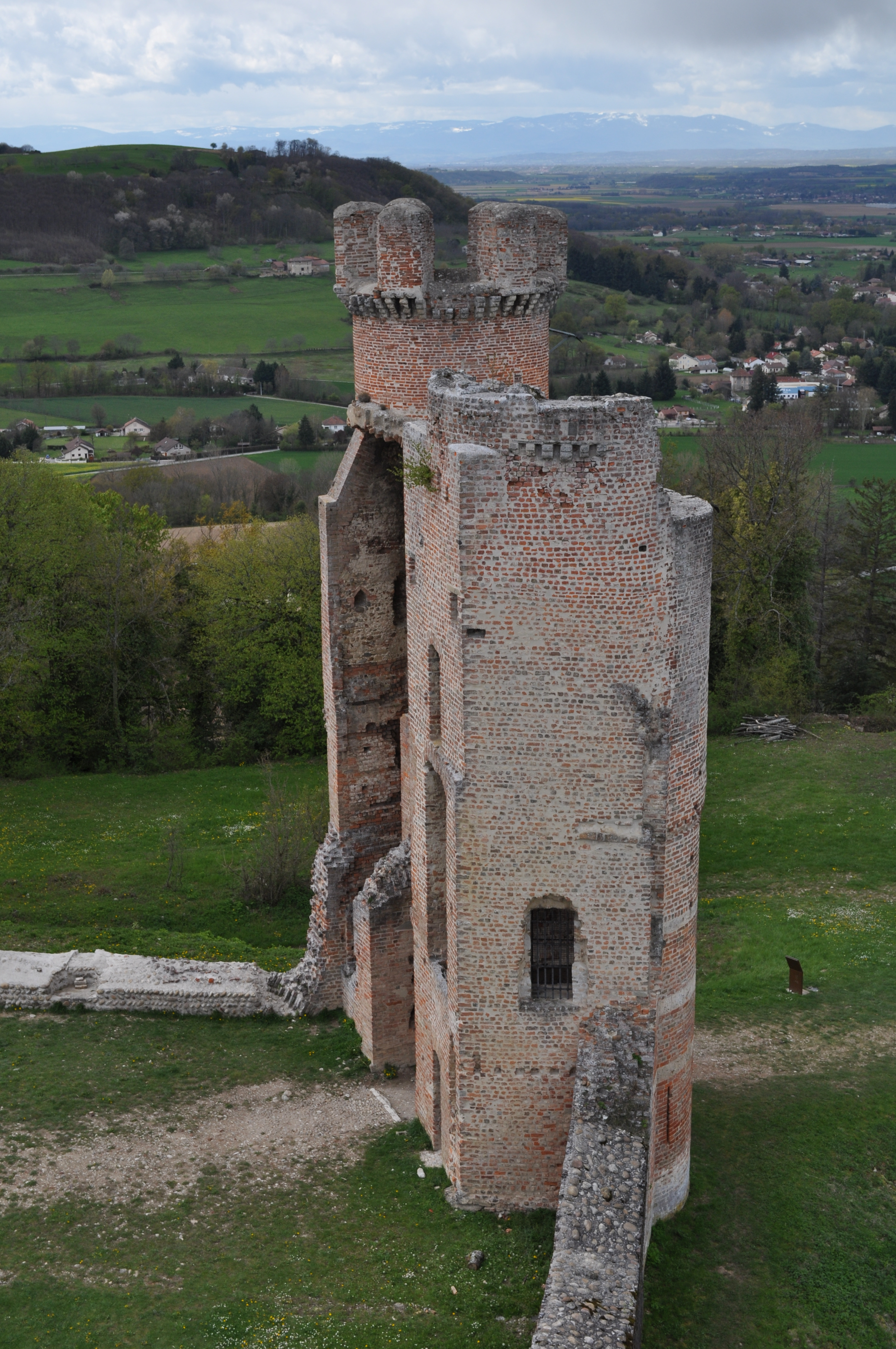
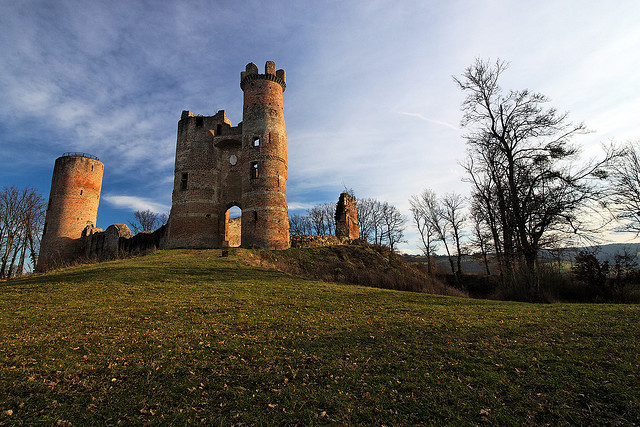